# Kanaskat (Washington)
Kanaskat es un área no incorporada ubicada en el condado de King en el estado estadounidense de Washington.

## Geografía
Kanaskat se encuentra ubicado en las coordenadas 47°19′12″N 121°53′38″O / 47.32000, -121.89389.